# 藍朝柱
藍朝柱（1826年—1864年），清朝咸豐同治年間順天軍起义领袖，又名藍大順。
雲南省大关人，貧農出身，回族。1859年，李永和与藍朝鼎、藍朝柱兄弟以“不交租、不納糧”“打富济貧”的口号起义，藍朝鼎称大元帥。順天軍进入四川省，包围叙州，占領犍為、乐山。犍為、乐山製盐業兴盛，盐工参加順天軍，人數增至十数万人以上。1860年，順天軍的活動范围有40余州县。李永和、藍朝鼎和藍朝柱分兵，李永和守犍為、乐山一带，藍朝鼎、藍朝柱北上攻綿州（治所在今四川省綿陽市東）。1861年5月包围綿州。因兵力分散，清朝四川总督駱秉章率湘軍对抗，藍朝鼎阵亡。
藍朝柱率残军逃至陝西省南部，称大漢显王。1863年，河南省的太平天国扶王陳得才率軍进入陝西省，藍朝柱在漢中合军共同作战。清穆宗同治元年（1862）六月，滇軍藍大順部攻取洋縣縣城，設靖州。三年二月，滇軍才撤離。1863年11月，藍朝柱軍占領盩厔逼近西安，清朝派遣西安将軍多隆阿对敌。这时，陳得才軍救援天京，退出陝西省。藍朝柱軍孤立，多隆阿在1864年春天攻陷盩厔，藍朝柱撤退途中遇伏兵袭击，战死。